# アンティオコス (メッセニア王)
アンティオコス（希：Ἀντίοχος, ラテン文字表記：Antiochos、？-紀元前757年もしくは紀元前737年、在位：？-紀元前757年もしくは紀元前737年）は第一次メッセニア戦争前夜のメッセニア王である。
アンティオコスは先王ピンタスの子で、兄弟のアンドロクレスとメッセニアを共同統治していた。スパルタ人を殺傷したポリュカレスなる人物の引渡しをスパルタ当局が迫ってきた時、メッセニア人の大集会においてアンドロクレスはポリュカレスの引渡しを主張したが、アンティオコスはそれに反対した。この対立は内戦に発展し、数で勝るアンティオコスの派がアンドロクレスとその味方を殺し、メッセニアはポリュカレス引渡しを拒否した。これによってスパルタとの対立は決定的となり、戦争は不可避になった。しかし、幸運なことにアンティオコスは戦争が起こる直前に死に、子のエウパエスが王位を継いだ。

## 註
1. ↑  パウサニアス, IV. 4. 4
2. ↑  パウサニアス, IV. 5. 6
3. ↑  パウサニアス, IV. 5. 7
4. ↑  パウサニアス, IV. 5. 8